# Kamieniołom trachybazaltu w Tłumaczowie

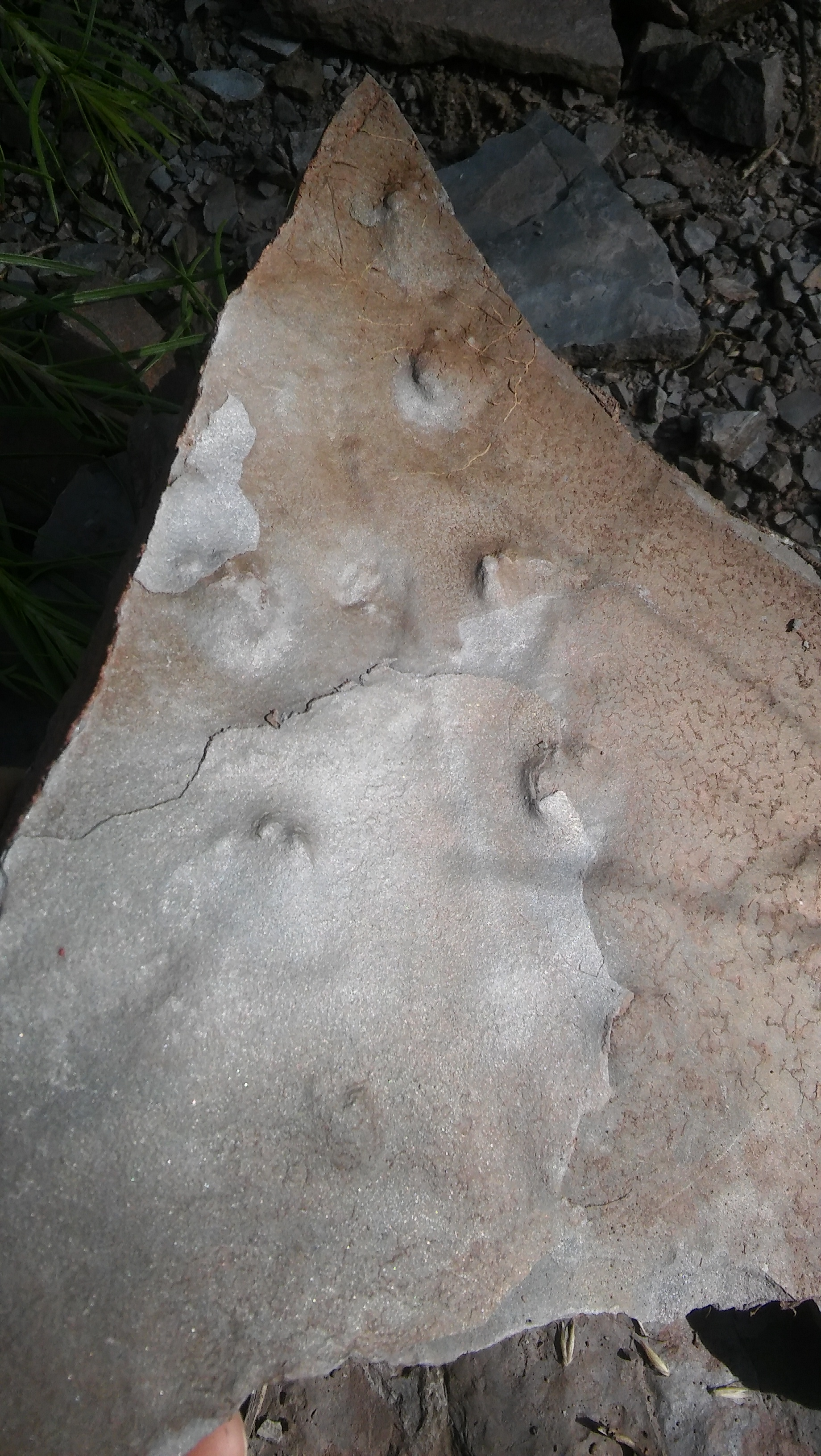
Tropy gadów (fot.Magdalena Furca)

Kamieniołom trachybazaltu w Tłumaczowie – nieczynny kamieniołom znajdujący się w północnej części miejscowości Tłumaczów przy lokalnej drodze prowadzącej w kierunku Rudawy.

## Geologia
W kamieniołomie występują fioletowo-szare oraz ciemnoszare trachybazalty (zwane dawniej melafirami), o składzie podobnym do bazaltów. W skałach tych widoczne są pustki skalne, które wypełnione są przez baryt, kalcyt i dolomit. Pojawia się również kwarc oraz ametsyty. W północnej części kamieniołomu widoczny jest kontakt skał osadowych, piaskowców i mułowców (tzw. łupków walchwiowych) z trachybazaltami. Osady mułowcowe w permie zostały pokryte potokiem lawowym, który utworzył dolnopermskie wulkanity (fragmenty pokrywy wulkanicznej). W kamieniołomie widoczny jest przekrój przez pokrywę lawową.
W kamieniołomie dostrzec można obecność tropów gadów i płazów w permskich osadach klastycznych (południowa jego część). Widoczne są liczne ślady kropel deszczu, riplemarki falowe, szczeliny z wysychania, a także ślady liścionogów, pierścienic czy zakwitów glonowych.

## Sposób wydobywania i wykorzystanie surowców
Podczas wydobywania materiału powstały ściany skalne o wysokości ok. 30 metrów.  Wydobywano go za pomocą materiałów wybuchowych, ze względu na dużą twardość. Następnie materiał był kruszony na różnej wielkości bloki. Ze względu na swoje właściwości wykorzystywany był do budowy dróg, jako składnik asfaltów i betonu oraz jako kruszywo pod tory kolejowe.

## Wartość edukacyjna
- poznanie budowy geologicznej wulkanicznych osadów w Sudetach (kontakt skał osadowych ze skałami wulkanicznymi)
- rozpoznawanie podstawowych skamieniałości śladowych (tropy gadów w permskich osadach klastycznych)
- poznanie powstania struktur sedymentacyjnych (riplemarki, pogrązy, ślady kropel deszczu)
- poznanie metod wydobywania surowca skalnego